# Tunnel du Mont-Sion
Tunnel du Mont-Sion is een tunnel in de Franse Alpen en maakt deel uit van de A41 tussen het traject Saint-Julien-en-Genevois - Villy-le-Pelloux. De tunnel telt twee buizen en heeft een lengte van 3100 meter.